# 香道閑院流
閑院流（かんいんりゅう）は、香道の1つ。

## 歴史
享保年間（1700年代）、香問屋を営み聞香に精通していた初代が宮中御用達として閑院宮家から出入りを許され香事を預かった事に由来する。
明治期の伝統文化衰退、前の大戦での被災などを経て第九代家元北勝洞(1989年没）が兵庫県芦屋市で香料商を営みながら再起に取り組む。小林一三（阪急創業）、白井松次郎（松竹創業）、食満南北（歌舞伎作者）、花柳章太郎（役者）、菅楯彦（日本画家）、鍋井克之（洋画家）、岸本水府（川柳作家）ほか経済界の重鎮や文化人たちの賛同を得て"風雅倶楽部"を結成し関西の戦後復興を文化の側面から盛り上げた。また昭和初期、わが国で初めて神社に於いて献香の儀を齊行した。そのご家元嗣(第十代北勝洞2007年没)を帯同し、約10年を掛け世界平和を祈願し全国由緒ある百ヶ社寺（伊勢神宮，明治神宮，北野天満宮，大宰府天満宮、東大寺，春日大社 等々）を行脚、さらには海外にも目を向けアメリカ、ヨーロッパ等の各地を歴訪。そして大阪住吉大社、大阪天満宮，京都下鴨神社 , 大麻比古神社の例大祭に於いて献香の儀を行った。
現在は第十一代北勝洞とその家元嗣（洞玄）がこの志を継ぎ、博物館等での香道教室、ライオンズ,ロータリークラブ講演、大阪住吉大社 卯之派神事、大阪天満宮 余香祭,秋思祭などで献香奉仕など行っている。また、全国百ヶ社寺で献香行脚を計画されている。

## 流儀
- 全ての香事は奉仕とし生業としてはならない
- 一炷聞こそが本道、香気一点に集中し、やがて無の境地に達することを究極とす
- 組香は玩香とは異なり聞香の修練や享受するための場である
- 神仏への献香は最高の品格であると共に世界平和を祈願する